# Амфитеатрова, Надежда Фёдоровна
Надежда Фёдоровна Амфитеатрова (24 августа 1932, Казань, Татарская АССР, СССР — 6 июня 1992, Казань, Республика Татарстан, Россия) — советская учёная-микробиолог, доктор медицинских наук (1974), профессор (1976).
Автор более 100 трудов по микробиологии и иммунологии респираторных бактериальных инфекций, иммунологической и аллергической реактивности организма в процессе формирования невосприимчивости к коклюшу; также имеет 4 авторских свидетельства на изобретения.

## Биография
Родилась 24 августа 1932 года в Казани в семье профессора Казанского ветеринарного института Ф. З. Амфитеатрова.
Окончив с серебряной медалью казанскую школу № 15, в 1950 году поступила в Казанский государственный медицинский институт (КГМИ, ныне Казанский государственный медицинский университет), который с отличием окончила в 1956 году. По распределению два года работала акушером-гинекологом в центральной районной больнице Цильнинского (ныне Балтасинского) района Татарской АССР.
Научную трудовую деятельность начала в 1958 году с должности младшего научного сотрудника лаборатории респираторных бактериальных инфекций Казанского Научно-исследовательского института эпидемиологии и микробиологии (КНИИЭМ). С 1966 по 1972 год работала старшим научным сотрудником лаборатории детских инфекций, а в 1972—1974 годах — заведующим эпидемиологического отдела этого НИИ.
В 1965 году Амфитеатрова защитила кандидатскую диссертацию на тему «Цитосерологические реакции лимфоидных органов в процессе формирования противококлюшного иммунитета»; в 1972 году — докторскую диссертацию «Иммунологическая и аллергическая реактивность организма в процессе формирования невосприимчивости к коклюшу». В 1974 году была избрана заведующей кафедрой микробиологии Казанского государственного медицинского института.
Под руководством Н. Ф. Амфитеатровой с 1976 года на кафедре микробиологии выполнялась комплексная тема по усовершенствованию лабораторной диагностики коклюша. Она воспитала 8 кандидатов наук.
Была награждена знаком «Отличник здравоохранения СССР», медалью «Ветеран труда» и Почетной грамотой министра здравоохранения СССР.
Умерла 6 июня 1992 года в Казани. Была похоронена на Арском кладбище города.